# Opuntiaspis philococcus
Opuntiaspis philococcus är en insektsart som först beskrevs av Cockerell 1893.  Opuntiaspis philococcus ingår i släktet Opuntiaspis och familjen pansarsköldlöss. Inga underarter finns listade i Catalogue of Life.